# Glansbuskeväxter
Glansbuskeväxter (Pittosporaceae) är en familjen i ordningen Apiales. Familjen innehåller 6-9 släkten och cirka 200 arter. 
Familjen innehåller aromatiska träd och lianer med enkla blad. Blommorna är ofta praktfulla. Foderblad, kronblad och ståndare är lika i antal i varje blomma. Fruktämnet består av två fruktblad. Frukten är vanligen en kapsel.
Släkten enligt Catalogue of Life:
- Auranticarpa
- Bentleya
- Billardiera
- Bursaria
- Cheiranthera
- Hymenosporum
- Marianthus
- Pittosporum
- Pronaya
- Rhytidosporum
- Xerosollya

## Bildgalleri

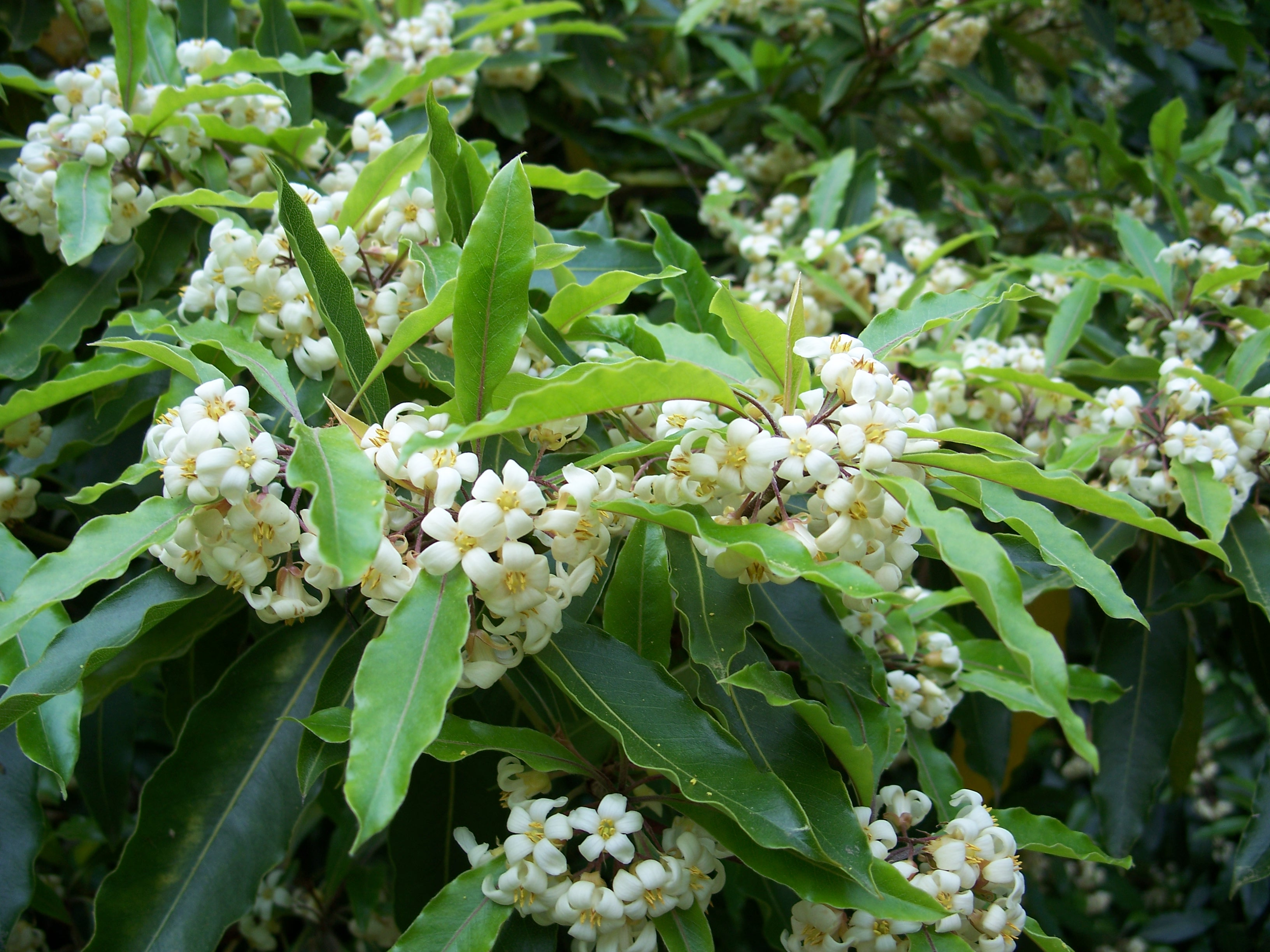
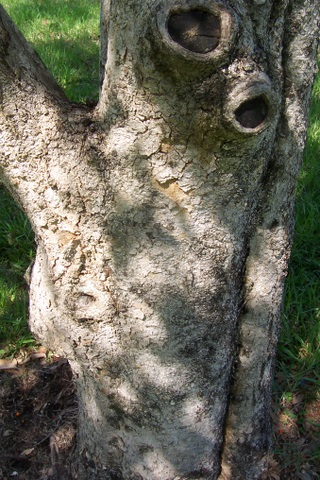
Auranticarpa rhombifolia
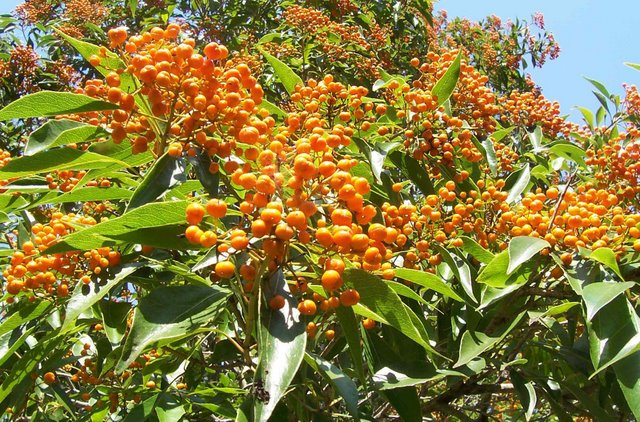
Auranticarpa rhombifolia
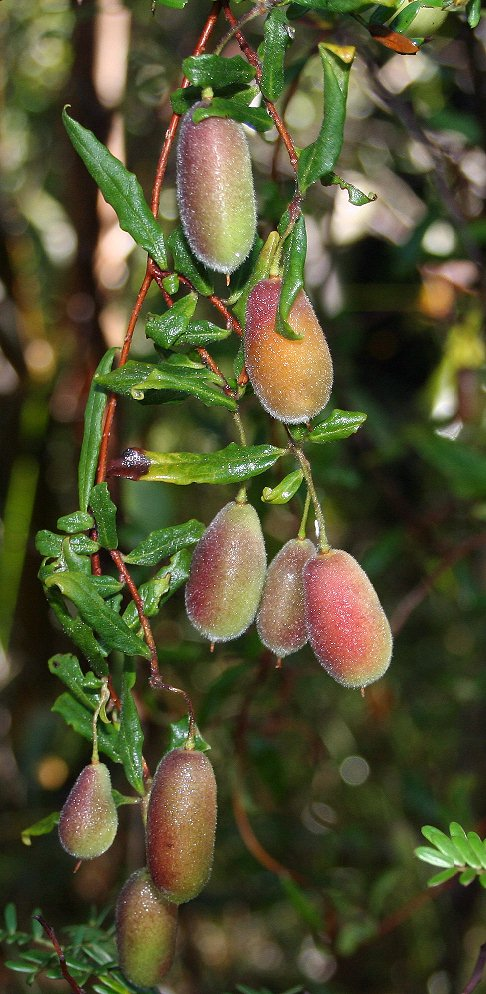
Billardiera scandens
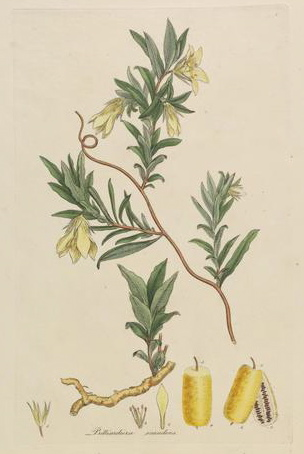
Billardiera scandens